# راجرز شوگر

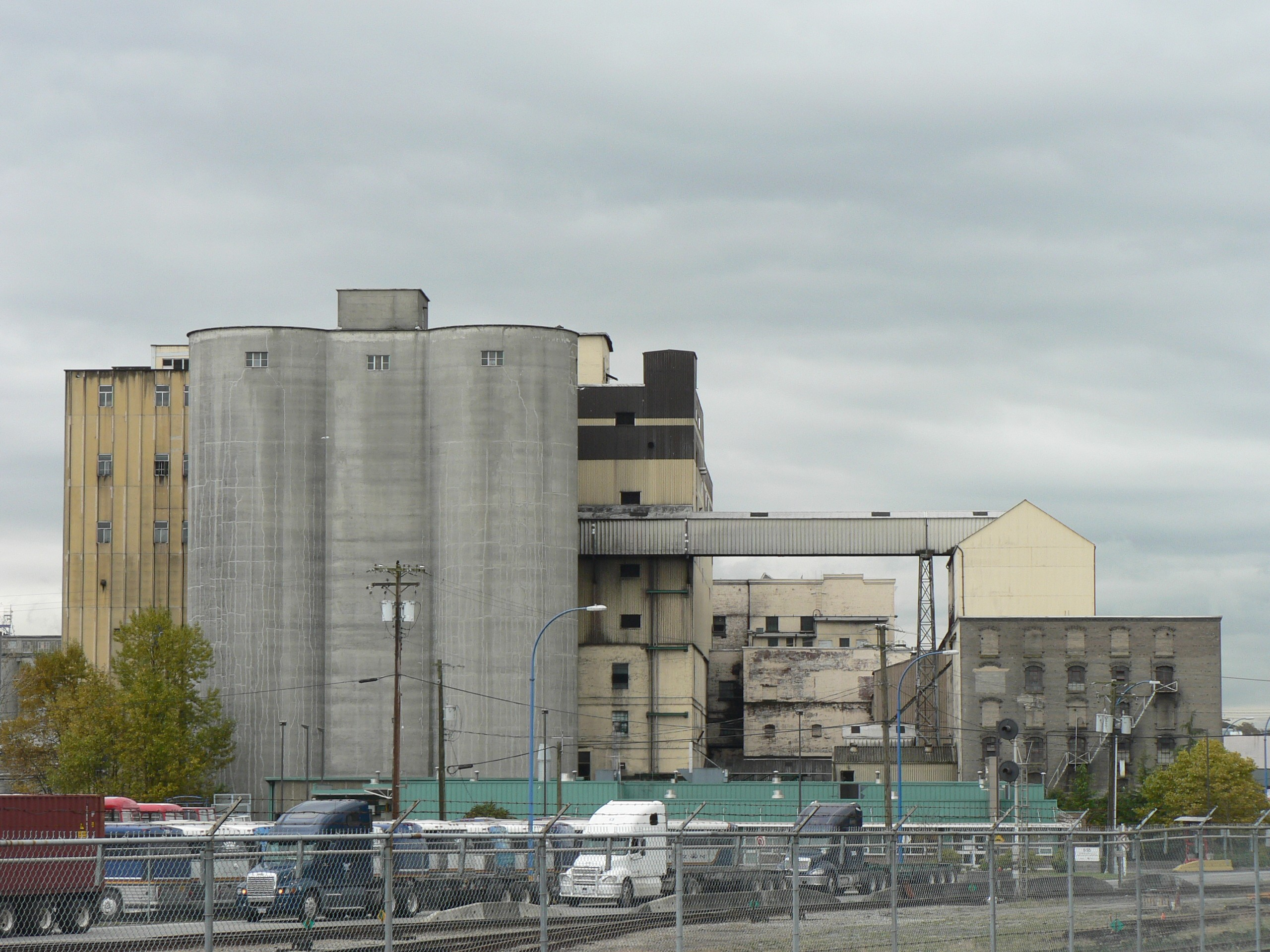
پالایشگاه قند راجرز

راجرز شوگر (انگلیسی: Rogers Sugar) شرکت صنایع غذایی کانادایی است، که در سال ۱۸۹۰ تأسیس شد.